# Жаксыжарколь (озеро, Фёдоровский район)
Жаксыжарколь (каз. Жақсыжаркөл) — озеро в Фёдоровском районе Костанайской области Казахстана. Находится к северу от посёлка Копыченский.
По данным топографической съёмки 1943 года, площадь поверхности озера составляет 8,66 км². Наибольшая длина озера — 4 км, наибольшая ширина — 3,1 км. Длина береговой линии составляет 11,3 км, развитие береговой линии — 1,07. Озеро расположено на высоте 186 м над уровнем моря.